# يوليوس وولف
يوليوس وولف (بالألمانية: Julius Wolff) (و. 1834 – 1910 م) هو شاعر، ومؤلف، وكاتب ألماني، ولد في كفيدلينبورغ، توفي في تشارلوتنبرغ، عن عمر يناهز 76 عاماً.

## روابط خارجية
- يوليوس وولف على موقع ميوزك برينز (الإنجليزية)